# 佐崎愛里
佐崎 愛里（ささき あいり、1987年〈昭和62年〉2月15日 - ）は、日本の元レースクイーン、元モデル、元タレントである。岐阜県出身。愛称は「あいりーん」。

## 来歴

### コンパニオン活動開始〜レースクイーンへ
2009年1月開催の東京オートサロンに「GOODYEAR ANGEL」の一員として参加。 同年、DAIHATSUブースのステージモデルとして東京モーターショー初参加。当時は前年（2008年）に発生したリーマン・ショックの影響もあってか、モーターショーの出展社数や入場者数も減少しており、「イケイケな雰囲気ではなかった」と述懐している。
2010年、SUPER GT「RIRE RACING GIRLS」の一員としてRQデビュー。同年、アップガレージ「ドリフトエンジェルス」（以下「ドリエン」）メンバーとしても活動。最初にオーディションを受けたドリエンで、そのプロデューサーを務める南香織に誘われRIREを兼任するようになったという。
2011年、2年連続でSUPER GT「RIRE RACING GIRLS」を務める。同年10月〜2013年1月まで サンスポアイドルリポーター候補生（SIR20）として活動。同年12月の東京モーターショーでは「興和テムザック」ブースでコンパニオンを務めた。この頃には雑誌『GOLF TODAY』のイメージガールユニットに当たる「GTバーディーズ」への参加もあった。

### イー・スマイル移籍〜フレッシュエンジェルズへ
2012年、所属事務所をネットアージュからイー・スマイルに移す。この年はSUPER GT「D'stationフレッシュエンジェルズ」（以下「フレエン」）の一員として活躍する一方、Fリーグ・名古屋オーシャンズのピッチクイーンユニット「WING」に加入し、チームの応援及びプロモーション活動を行う。同年4月8日に筑波サーキットで行われた「ハイパーミーティング2012 in TSUKUBA」では、桃原美奈、高田亜鈴と共にイメージガールを務めた。
2013年1月11日、東京オートサロン内で開催された、第3回「日本レースクイーン大賞」でグランプリを受賞。グランプリの他にオートサロン賞も受賞し、同年6月のバンコク・インターナショナル・オートサロンにも出演した。この年はスポーツ紙6紙合同ユニット「スクープ!?」のサンケイスポーツ担当になった他、フレエンメンバーとしてSUPER GT500クラスのレースクイーンを2年連続で務める。中華民国・高雄市で開催された「高雄モーターショー」や、『笑っていいとも!』の「負けず嫌いマッチ」コーナーへの出演もあった。
2014年は3年連続でフレエンの一員になった他、D1 GRAND PRIXで「GOODYEAR ANGEL」、スーパーフォーミュラでは西村いちかと共に「LENOVO GIRLS」を務めた。同年4月、西口プロレスのラウンドガール（西口向上委員会）に就任。
2015年、4年連続でフレエンメンバーとなり、SUPER GT、スーパーフォーミュラ、スーパー耐久の3カテゴリーに参加する。この年からフレエンは歌とダンスのパフォーマンス活動を行うようになり、ダンス経験のなかった佐崎は悪戦苦闘したという。この年の「第6回日本レースクイーン大賞」では、南香織がデザインしたフレエンのコスチュームがコスチュームグランプリを受賞した。そして同年12月19日の撮影会をもってフレエンを卒業。在任期間4年間は、2021年に林紗久羅が通算5度目のフレエン参加を果たすまでは歴代最多記録であった。

### Mobil1レースクイーン〜引退へ
2016年、SUPER GT 500クラス「S Road CRAFTSPORTS GT-R “エスロードガール”」と、スーパー耐久「HubAuto Racing “HubAuto Girls”」を兼任。そのうちHubAuto Girlsは2017年も近藤みやびと共に続投している。同年6月の2016年レッドブル・エアレース・ワールドシリーズ千葉大会では、荒井つかさ、早瀬あや、水谷望愛と共にレースクイーンのイメージガール「AIR RACE QUEENS by ROBERUTA」として活動した。またこの年から西口プロレスの関連会社が制作するバラエティ番組『東京オーディション(仮)』にレギュラー出演する。
2017年1月14日の東京オートサロンにおいて、同年度のMobil1レースクイーンに選ばれたことを発表。2012年から5年間務めた木谷有里の後任として、Mobil1レースクイーンを満30歳で務めることになった。同年には伊勢崎オートレース場のグリッドガールユニットに当たる『キラッツ』の一員としても活動。また2017年6月から2018年3月まで、ライブ配信アプリ「Live.me」にて冠番組『佐崎愛里 月曜日のツンデレラ』を配信していた。
Mobil1は小林沙弥香と共に2018年・2019年も続投。この間、元号を跨いだ2019年（令和元年）7月までにMobilブランドのSS（サービスステーション）がENEOSに完全統一されたが、それに伴うブランド名統合は行われず、引き続き「Mobil1レースクイーン」の名称が使用されている。
2020年1月12日の東京オートサロン2020において、Mobil1レースクイーンの卒業と共にレースクイーンから引退することを発表し、10年のキャリアに幕を閉じた。卒業後は表舞台から退き別の仕事に就くことを「クリッカー」のインタビューで明かしている。同年3月25日、マシェバラ『西口向上↑↑放送部』への出演をもって芸能界から完全に卒業。時に33歳であった。
なお、Mobil1レースクイーンの後任は事務所の後輩である宮瀬七海（1994年生）と、シスターマネジメント所属の知本真以子（1995年生） の2人となったため、昭和生まれ及び1980年代生まれのMobil1レースクイーンは佐崎が最後となっている。

## 人物
- 文化女子大学短期大学部（現：文化学園大学短期大学部）卒業[24][ブログ 16]。短大では友人とファッションショーを企画したことがある[ブログ 16]。
- 兄が1人いる[ブログ 16]。
- 「マフィン」と「メープル」という2匹のネコを飼っていた[ブログ 17]他、「ステラ」という猫を2018年から飼っている。
- ガンダム好きで、休みの日にはガンプラを買って作ることがある[ブログ 18]。
- 中学時代は聖歌隊に入っていた[ブログ 16]。
- 好きな色はピンク、白[ブログ 3]、ベージュ[雑誌 1]。
- 生まれてから血液型を全く知らず、血液型で人を判断されたくないという理由から公式プロフィール上では血液型を明かしていない[ブログ 19]。歴代の日本レースクイーン大賞受賞者のうち、血液型が公表されていないグランプリ受賞者は彼女のみである（2022年1月現在）。
- 10年間のRQ活動期間中、所属したチームがポールポジションを獲得したり、シリーズチャンピオンになった事例は一度もなかった。「自分が携わったチームで（チャンピオンになる）感動を味わう機会に恵まれなかったのが心残り」と「クリッカー」のインタビューで述懐している[21]。

## レースクイーン歴
| 年              | カテゴリー                                 | チーム名                                      | 他メンバー                                  |
| --------------- | ------------------------------------------ | --------------------------------------------- | ------------------------------------------- |
| 2010年          | SUPER GT                                   | JLOC「RIRE RACING GIRLS」                     | 黒沢美怜、すずきかすみ、小西かいり          |
| 2010年          | D1 GRAND PRIX                              | アップガレージ「ドリフトエンジェルス」        | 相川友希、高橋千咲姫、水乃麻奈              |
| 2011年          | SUPER GT D1 GRAND PRIX                     | JLOC「RIRE RACING GIRLS」                     | 植田早紀、高橋としみ、津川智香子            |
| 2012年          | SUPER GT                                   | D'station フレッシュエンジェルズ              | 津川智香子、千葉さくら、安藤ちひろ          |
| 2013年          | SUPER GT                                   | D'station フレッシュエンジェルズ              | 大山美保、古賀あかね、千葉さくら            |
| 2014年          | SUPER GT                                   | D'station フレッシュエンジェルズ              | 蘭、小山桃、松瀬結衣                        |
| 2014年          | スーパーフォーミュラ                       | Lenovo TEAM IMPUL「LENOVO GIRLS」             | 西村いちか                                  |
| 2014年          | D1グランプリ                               | GOODYEARエンジェル                            | 大山美保、葉月みなみ、 西村麻依、坂本くるみ |
| 2014年          | 全日本ロードレース選手権                   | Will-Raise Racing RS-ITOH「Will-Raise Girls」 | あべみほ、飛田ありさ                        |
| 2015年          | SUPER GT スーパーフォーミュラ スーパー耐久 | D'STATION フレッシュエンジェルズ              | 日野礼香、林紗久羅、清瀬まち                |
| 2016年          | SUPER GT                                   | S Road CRAFTSPORTS GT-R「エスロードガール」   |                                             |
| 2016年          | 全日本ロードレース選手権                   | Will-Raise Racing RS-ITOH「Will-Raise Girls」 | 小越しほみ、仙堂里奈                        |
| 2016年 - 2017年 | スーパー耐久                               | HubAuto Racing「HubAuto Girls」               | 近藤みやび                                  |
| 2017年 - 2019年 | SUPER GT スーパーフォーミュラ              | Mobil1レースクイーン                          | 小林沙弥香                                  |

## 出演

### テレビ番組
- TOKYO DRIFT GIRLS（テレビ東京、2011年1月 - 2月）ドリエンメンバーとしてゲスト出演
- 解禁!暴露ナイト（テレビ東京、2012年10月 - 2014年3月）
“ピー”ガールズとしてレギュラー出演。後継の『裏ネタワイド〜DEEPナイト〜』（2014年4月 - 9月）でも続投[ブログ 22]。
- 美しい人に怒られたい（テレビ東京、2013年2月13日）
- オールスター感謝祭2013春（TBS、2013年3月30日）
スタジオアシスタントでなく解答者（166番）として出演するも、200人中57位という結果に終わった[ブログ 23]。
- 笑っていいとも!「負けず嫌いマッチ」（フジテレビ）
コーナーをアシスタントするラウンドガールとして2013年10月から不定期出演。金曜日最終回となった2014年3月28日放送分（第8053回）にも顔を出しており、同番組の金曜日最後の端役出演者となった[ブログ 9]。
- 東京オーディション (仮)（TOKYO MX、2016年 - 2020年）

### 東京オートサロン出演歴
| 年     | 出演ブース     | 備考                                                   |
| ------ | -------------- | ------------------------------------------------------ |
| 2011年 | アップガレージ | ドリフトエンジェルスとして                             |
| 2012年 | SUZUKI         | 共演：Satoko、山口恵里奈、中川知映、笹川結衣、桜沢香々 |
| 2013年 | TREASURE ONE   | 共演：千葉悠凪、高橋としみ、小嶋千尋                   |
| 2014年 | 日産自動車     | D'STATION フレッシュエンジェルズとして                 |
| 2015年 | グッドイヤー   | GOODYEAR ANGELとして                                   |
| 2016年 | 日産自動車     | D'STATION フレッシュエンジェルズとして                 |
| 2017年 | 日産自動車     | MOLA エスロードガールとして                            |

### 東京モーターショー出演歴
| 年     | 出演ブース     | 備考         |
| ------ | -------------- | ------------ |
| 2009年 | DAIHATSU       | [ 1 ]        |
| 2011年 | 興和テムザック | [ ブログ 4 ] |
| 2017年 | トヨタ車体     | [ 25 ]       |

### 雑誌
- 三栄書房『GOLF TODAY』GTバーディーズ（2011年 - 2012年頃）[雑誌 2]

### その他
- InterBEE2013『Grass Valleyブースコンパニオン』（2013年11月13日 - 15日、幕張メッセ）[ブログ 24]
- マシェリバラエティ『西口向上↑↑放送部』（2015年1月 - 2020年3月）[22]
- 伊勢崎オートレース場グリッドガールズ『キラッツ』（2017年）[11]
- 名古屋モーターショー2013『三菱自動車ブースコンパニオン』（2013年12月12日 - 15日、ポートメッセなごや）[ブログ 25]